# Вилхелм фон Кубе
Вилхелм Рихард Паул Кубе (на немски: Wilhelm von Kube) (Глогов, Силезия, 13 ноември 1887 г. – Минск, Белоруска съветска социалистическа република, 22 септември 1943 г.) е германски държавник, политик и военен от нацистката епоха, гаулайтер на Бранденбург, генерален комисар за Бяла Русия (Беларус) на Третия райх (1941 – 1943) и съосновател на „Германските християни“.

## Биография
Роден е на 13 ноември 1887 г. в Глогов. Учи в гимназията по либерални изкуства и в Берлинския университет, където завършва през 1912 г. със степен по история и право. През 1911 г. се присъединява към Германската социалистическа партия. Писател, драматург. От 1912 г. журналист, редактор на два консервативни вестника. Участник в Първата световна война, а по-късно член на Германската Партия на свободата (DVFP). През 1918 г. става генерален секретар на силезийския клон на Германската консервативна партия. През 1919 – 1920 г. основава „Бисмарковия съюз“ и „Бисмарковата младеж“ в Бреслау и става техен лидер. През септември 1920 г. се премества в Берлин. През 1920 – 1923 г. генерален секретар на Германската национална народна партия (NNNP). През 1922 г. е избран за член на NNNP в градското управление на Берлин. От 4 май 1924 г. е член на Райхстага от NNNP. От 1926 г. член на Народния социален съюз (Берлин). През 1927 г. се присъединява към НСДАП, нацистката партия (партиен билет № 71 682). От 2 януари 1928 г. гаулайтер на Остмарк, при пререгистрация получава членска карта № 66. На 6 март 1933 г. Гау Остмарк и Бранденбург образуват Гау Курмарк, гаулайтерът назначава Кубе. От 20 май 1928 г. член на Райхстага и Ландтага на Прусия, лидер на фракцията на НСДАП в Ландтага на Прусия. От 25 март 1933 г. главен изпълнителен директор на Бранденбург. От юли 1933 г. пруски държавен съветник. От 18 юни 1933 г. е началник на граничната служба Марк Позен – Западна Прусия. На 29 септември 1933 г. той се присъединява към СС (идентификационен номер 114 771) и веднага получава званието оберфюрер.
След идването на власт на нацистите той е един от водещите активисти на така наречената Лутеранска църковна реформация, известна като „Германските християни“. Той участва като съосновател в създаването на „Немските християни“, религиозно движение, което се стреми към сливане на протестантското християнство с нацизма.
През 1936 г. избухва скандал, след като Кубе разпространява слухове сред съпругата на председателя на Висшия партиен съд Валер Бух, която е и свекърва на заместник-фюрера Мартин Борман, за предполагаемия ѝ еврейски произход (което не е вярно). Всъщност заговорът е бил насочен срещу Борман, който в средата на 30-те години на XX век ръководи чистката на апарата на НСДАП и се опитва да замени „старите бойци“ със своите протежета. В допълнение към доказаното невярно обвинение на негов колега по партията Висшият съд на партията е натрупал достатъчно доказателства относно корупционните дейности и злоупотребата с власт на Кубе. Той напуска СС на 11 март и 7 август. През 1936 г., с решение на Върховния партиен съд, НСДАП е отстранен от длъжността си голетие Курмарк и президент на Бранденбург и граничната област Марк Позен-Западна Прусия. Въпреки това той остава член на Райхстага, продължава да бъде наричан гаулайтер и главнопредседател, а на 10 април 1938 г. е избран отново в Райхстага според „списъка на фюрера“. През следващите 4 години Кубе се е занимавал само дейността си като депутат. През май – юни 1941 г. висшето ръководство на Адолф Хитлер започва да разглежда няколко от най-добрите възможни работни места за Кубе. Кореспонденцията по тази тема показва, че са били разглеждани варианти като куратор на Техническия университет и Медицинската академия в Данциг, както и куратор на университета в Кьонигсберг, но Хитлер е смятал подобни позиции за недостойни за гаулайтера и е пожелал Кубе със сигурност да бъде назначен на по-отговорен пост на Изток.

## Окупацията на Беларус
След избухването на Втората световна война, на 17 юли 1941 г., е назначен за генерален комисар на Беларус (със седалище в Минск). Генералният комисариат за Беларус е сформиран като част от Райхкомисариата Остланд, който от своя страна е част от Имперското министерство, специално създадено за окупираните източни територии от райхлайтера Алфред Розенберг. Пристигането на Кубе на този пост е белязано от екзекуцията на 2278 затворници от Минското гето. Като генерален комисар той провежда брутална окупационна политика и разрешава използването на мекото червено-бяло знаме и герба „Погоня“ в окупираните територии.
Неговата роля и степента на неговата компетентност винаги са били преувеличавани в историческата литература. Изследователите очевидно са били повлияни от магията на своята до голяма степен представителна позиция. Въпреки това, той се озовава в Беларус с опетнена репутация на неуравновесена личност и подкрепян единствено от Хитлер, противно на желанията на всички негови бъдещи работодатели. Той е принуден да действа в много строги рамки. Той става ръководител на все още неформирания Генерален окръг, половината от който остава под военно управление през целия период на окупация, а части от него са откъснати от останалата половина в полза на Литва или Украйна. Отношенията на гаулайтера с командването на Вермахта веднага се влошават, което никога не се съобразно с формалната компетентност на гражданските власти и унищожава десетки селскостопански имоти, работилници, фабрики (например Минския радиозавод и др.). То само номинално контролира, в определени граници, дейността на полицията и СД. Използвайки „специални правомощия“, отделът на Химлер несъмнено е имал по-голяма и по-реална власт от гаулайтера, прилагана към всички области на живота чак до социалната сфера. Извън юрисдикцията на Кубе са се намирали пощенски станции, железопътни линии, пътни служби, повечето строителни организации, организацията на Тодт, офисите на военните командири и др. Само ключовите икономически структури, които са били част от гражданската администрация, са били формално подчинени на нея. Всички показатели им са представени от службата на комисаря за четиригодишния план. Херман Гьоринг, който стриктно контролира изпълнението на планираните задачи и не допуска никаква инициатива, както по въпросите на планирането и разпределението. Значението на Кубе като администратор, като гернете, би се увеличило значително само ако спечели източната кампания, но това не е планирано.
Единствената сфера, в която Кубе се чувства като суверенен господар, е политиката. И неговата задача като лидер, който болезнено осъзнава неизгодното си положение, е да постигне с политически методи това, което съперниците му не могат да постигнат с методите на военната полиция: „умиротворяването“ на територията. Има само един изход: тъй като е невъзможно да се осигури на хората достоен жизнен стандарт в условията на продължителна война, е необходимо поне да се изпълнят техните организационни и културни стремежи, не само да имат прокомунистически характер, но и да бъдат алтернатива на опасното полско влияние. Следвайки този път, той експлоатира слабия беларуски национализъм (по никакъв начин не може да се сравни по влияние с например украинския национализъм) и прави всичко възможно, за да насърчи неговия организационен, количествен и идеологически растеж. Като администратор, той не може да възприеме прагматичния подход, който Вермахтът възприема в политическата сфера, тоест пътя на безразличието към националния въпрос, защото неизбежно възникваш друг въпрос: смисълът от съществуването на „граничен“, „долен“ окръг, ако в рамките на неговата територия не са необходими специални политически решения и подходи. Има много хора, които искат да разделят областта. И гаулайтер прави всичко по силите си, за да спаси гражданската администрация в Беларус и по този начин кариерата си на лидер. Той не се интересува от култивирането на широко приетото мнение във водещите германски кръгове, че беларусите не са независима нация.
В същото време Кубе никога не е противоречал на линията на своето министерство в действията си (по-скоро Е. Кох често е противоречал на тази линия в Украйна). Както Алфред Розенберг, така и Лозе подкрепят няколко начинания на своите подчинени и в много отношения споделят техните подходи. В тактиката на ограничения „национален либерализъм“ по отношение на „покорените народи“ Кубе в никакъв случай не е бил оригинален. След това Гьобелс пише в дневника си през 1942 г.: „Лично аз вярвам, че трябва значително да променим политиката си спрямо народите от Изтока. Бихме могли значително да намалим опасността от партизаните, ако успеем по някакъв начин да спечелим доверието им... Може би е полезно да се организират марионетни правителства в различни райони, за да се прехвърли върху тях отговорността за неприятните и непопулярни събития.“ През юни 1942 г. СД, след анализ на дейността на Източното министерство в Остланд и Украйна, заключава, че за осигуряване на мира в тила на германската армия е необходимо населението да се третира „подобаващо“, да се осигури възможност за културни дейности и развитие на местното самоуправление „в рамките на възможното и само по време на войната“.

## Отношение към еврейския геноцид
Кубе има сериозни разногласия с властите на СС и СД по въпроса за унищожаването на евреите. Агенциите за сигурност настояват за бързото унищожаване на евреите като част от продължаващата политика за окончателно решение на еврейския въпрос. Гражданската администрация, водена от Кубе, се противопоставя на масовото унищожение на трудоспособни евреи, тъй като то е вредно за икономиката на комисариата. Освен това Кубе, подобно на Франк, се смята за суверенен господар в контролирана територия, а местната полиция и ръководството на СС го игнорират и дори не го информират за планираните действия. Възмущението на Кубе е предизвикано и от факта, че сред депортираните в Минското гето немски евреи е имало много участници в Първата световна война, които са се сражавали в кайзерската армия и са получили признание.

## Смърт
В нощта на 22 септември 1943 г. в 1:20 часа Кубе е убит в имението си на „Театралната улица“ в Минск в резултат на операция, организирана от съветски партизани.
Пряката причина за смъртта на Гаулайетерът е Елена Мазаник. Тя работи като прислужница в къщата на Кубе, свързва се с партизанската група и поставяла мина с часовников механизъм под матрака на леглото, на което той спи. Докторът на историческите науки Емануел Тофе пише, че в доклада на командира на специалната група в Централния и Беларуския щаб на партизанското движение майор Степан Иванович Казанцев се твърди за смъртта на Кубе е мина, поставена от затворника от минското гето Лев Либерман, който е работил като работник в отдела на Кубе. Тази версия обаче е опровергана от комплекс от специализирани исторически източници. След проверка на обстоятелствата около операцията на 29 октомври 1943 г. Елена Мазаник (заедно с Мария Осипова и Надежда Троян) е удостоена със званието Герой на Съветския съюз.
След като научил за смъртта на Кубе, Химлер казал: „Това е само щастие за отечеството“.
В отговор на убийството му 1000 затворници в затвор в Минск са разстреляни в същия ден. СС групенфюрер Курт фон Готберг е назначен и заема овакантения пост.
Посмъртно на 27 септември 1943 г. Кубе е награден с Рицарски кръст за военна служба с мечове. В Германия е обявен траур, организирано е пищно погребение. Погребан е в гробището Ланквиц в Берлин.
Съпругата му Анита почива в Германия на 98-годишна възраст в старчески дом. Тя пише книга за съпруга си.